# Амин, Асадулла
Асадулла Амин (пушту اسدالله امین, ум. 9 июня 1980) — афганский политический деятель. Племянник Хафизуллы Амина.

## Биография
В 1977 году окончил Кабульский университет. После саурской революции в 1978 году занимал должности заместителя министра здравоохранения и секретаря Кабульского городского комитета НДПА.
Во время пребывания у власти его дяди, Хафизуллы Амина, был начальником Организации рабочей контрразведки. Во время очередного покушения на Хафизуллу Амина, Асадулла выпил стакан с Кока-колой в котором был яд. Его в тяжёлом состоянии отвезли на лечение в Москву. После ввода советских войск в Афганистан, произошла операция Шторм-333, в ходе которой был ликвидирован Хафизулла Амин. В начале 1980 года был выдан правительству Бабрака Кармаля. Он подвергался пыткам, чтобы он дал показания против своего дяди, но он ничего не сказал. 9 июня 1980 года он был казнён.